# Josimaszu Gózó
Josimaszu Gózó (吉増 剛造) (Tokió, 1939. február 22. –) termékeny, és elismert japán költő, fotós, művész, és filmkészítő, aki az 1960-as évek óta aktív. Számos irodalmi és kulturális díjat nyert el, többek között a Takami dzsun díjat (1971), a Rekitei díjat, a Lila Szalagos Medált 2003-ban (melyet a japán kormány adományozott számára), az 50. Mainichi Művészeti díjat (2009-ben), és a Felkelő nap érdemrendet 2013-ban.
Munkásságára legnagyobb hatással Orikucsi Sinobu, Paul Klee, Vincent van Gogh, Paul Cezanne, William Blake, John Cage, és Patrick Chamoiseau voltak. Számos verse több nyelven íródott, ötvözi francia, angol, kínai, koreai, gael és egyéb nyelvek elemeit, továbbá nyelvközi és tipográfiai szójátékokat használ. A versei a természettel és a történelemmel kapcsolatos intim élményein alapulnak, a jelen történéseit ezekre rétegezve, ugyanakkor figyelemreméltó figyelmet szentelve a múltra. A performanszaiban gyakran szerepet játszik a film, különböző fétistárgyak szemléltetése, a kántálás, a rituális szertartások, és gyakran működnek benne közre zenészek és más művészek.
Egy Onda Aki által, a MoMa blogra készített interjúban Josimaszu így írta le költészetének viszonyát a performanszokhoz: „Az a küldetésem, hogy visszanyerjem az előadóművészetek gyökerénél rejlő költészetet”

## Megjelent művei

### Költészeti antológiák
- Indulás (出発, Shingeijutsusha, 1964)
- Az aranykori költészet antológiája (黄金詩篇, Shichosha, 1970)
- Az elme tornya (頭脳の塔, Aochisha, 1971)
- Királyság (王國, Kawade Shobo Shinsha, 1973)
- Démonaink elűzése (わが悪魔祓い, Seidosha, 1974)
- Lángoló délibáb vagyok (わたしは燃えたつ蜃気楼, Ozawashoten, 1976)
- Folyó, folyóírással írva『草書で書かれた、川』(Shichosha, 1977)
- Kék ég『青空』(Kawade Shobo Shinsha, 1979)
- Forró szél, ezer lépés『熱風 a thousand steps』(ChuōKōronsha, 1979)
- Levél a nagy kórház mellett tornyosuló egyik fához『大病院脇に聳えたつ一本の巨樹への手紙』(ChuōKōronsha, 1983)
- Ozirisz, a sziklák istene『オシリス、石ノ神』(Shichosha, 1984)
- A spirál dal『螺旋歌』(Kawade Shobo Shinsha, 1990)
- Augusztusi este, unikornis『八月の夕暮、一角獣よ』(Chūsekisha, 1992)
- A tűzijátékok házának bejáratánál『花火の家の入口で』(Seidosha, 1995)
- „A hó szigete” vagy „Emily szelleme”『「雪の島」あるいは「エミリーの幽霊」』(Shūeisha, 1998)
- A másik hang (Shichosha, 2002)
- Hosszú vers: Goro-Goro『長篇詩 ごろごろ』(Mainichi shimbunsha, 2004)
- Mennyei kígyó, lila Hana『天上ノ蛇、紫のハナ』(Shūeisha, 2005)
- Ahol nincsenek fák 『何処にもない木』(Shūeisha, 2006)
- Borító『表紙』(Shichosha, 2008)
- Meztelen memó『裸のメモ』(Shoshi Yamada, 2011)

### Magyar fordításban
- Menjünk haza 『帰えろよ』(Budapest, 2015, Versum; fordította Simon Márton)

## Fordítás
- Ez a szócikk részben vagy egészben  a   Gōzō Yoshimasu című angol Wikipédia-szócikk fordításán alapul.  Az eredeti cikk szerkesztőit annak laptörténete sorolja fel. Ez a jelzés csupán a megfogalmazás eredetét és a szerzői jogokat jelzi, nem szolgál a cikkben szereplő információk forrásmegjelöléseként.